# Congleton
Congleton – miasto i civil parish w Wielkiej Brytanii, w Anglii, w regionie North West England, w hrabstwie Cheshire, w dystrykcie (unitary authority) Cheshire East. W 2011 roku civil parish liczyła 26 482 mieszkańców. Congleton jest wspomniana w Domesday Book (1086) jako Cogeltone.